# Jezioro Wicko i Modelskie Wydmy
Jezioro Wicko i Modelskie Wydmy este o arie protejată (sit de importanță comunitară — SCI) din Polonia întinsă pe o suprafață de 2.730,52 ha, integral pe uscat.

## Localizare
Centrul sitului Jezioro Wicko i Modelskie Wydmy este situat la coordonatele 54°32′56″N 16°39′47″E / 54.5489°N 16.6631°E.

## Înființare
Situl Jezioro Wicko i Modelskie Wydmy a fost declarat sit de importanță comunitară în aprilie 2014 pentru a proteja 1 specie de plante.

## Biodiversitate
Situată în ecoregiunea continentală, aria protejată conține 13 habitate naturale: Estuare, Lagune de coastă, Dune mobile cu vegetație embrionară, Dune mobile de-a lungul țărmului cu Ammophila arenaria („dune albe”), Dune de coastă fixe cu vegetație erbacee („dune gri”), Dune cu Salix repens ssp. argentea (Salicion arenariae), Dune împădurite din regiunile atlantică, continentală și boreală, Depresiuni intradunale umede, Lacuri eutrofice naturale cu vegetație de tip Magnopotamion sau Hydrocharition, Mlaștini turboase de tranziție și turbării mișcătoare, Păduri de fag Luzulo-Fagetum, Păduri acidofile de stejar bătrân cu Quercus robur pe câmpii nisipoase, Mlaștini împădurite.
La baza desemnării sitului se află o specie protejată de  plante: Linaria loeselii.
Pe lângă speciile protejate, pe teritoriul sitului au mai fost identificate 3 specii de plante.